# 胡学成
胡学成，福建长汀人，是一名清朝政治人物。
胡学成曾于1722年接替刘昆　任嘉定县知县一职，1723年由赵向奎接任。